# Voo Northwest Airlines 255
O voo Northwest Airlines 255 era um serviço regular entre o Aeroporto Internacional MBS de Saginaw, Míchigan,  e o Aeroporto John Wayne de Santa Ana, Califórnia, com escalas no Aeroporto Metropolitano Detroit-Wayne County em Romulus, Míchigan e o Aeroporto Internacional Sky Harbor em Phoenix, Arizona. Em 16 de Agosto de 1987 um McDonnell Douglas MD-82 com matrícula N312RC, estolou depois de descolar de Detroit, às 20h46 hora local (EDT),  toda a tripulação e todos os passageiros morreram com exceção de uma menina de 4 anos, Cecelia Cichan, que sofreu feridas graves. Nesse momento, foi o segundo acidente aéreo mais mortífero nos Estados Unidos e o segundo mais mortal que implica ao McDonnell Douglas MD-80. Na atualidade segue sendo o quarto mais mortífero em ambas categorias e o pior acidente aéreo em deixar único sobrevivente na história da aviação.

## Aeronave e Tripulação

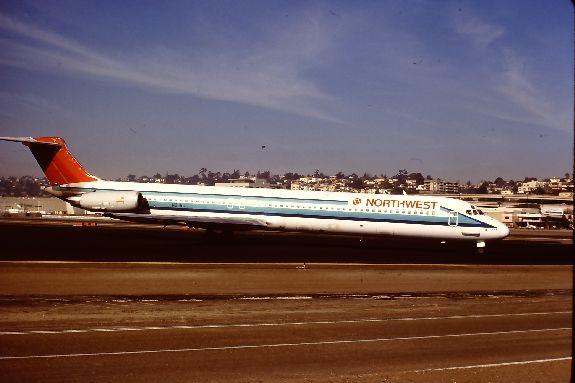
avião similar ao acidentado.

O avião era um McDonnell Douglas MD-82, com matrícula N312RC pilotado pelo Capitão John R. Maus, de 57 anos, e o Primeiro Oficial David J. Dodds, de 35 anos. O voo 225 de Northwest levava 149 passageiros e 6 tripulantes. O avião foi fabricado em 1981 e entrou em serviço na Republic Airlines. O avião foi adquirido pela Northwest Airlines como resultado da fusão da Republic Airlines, e o avião ainda estava a usar a linha de cores Republic/Northwest (todo o avião pintado com as cores de Republic, mas com o título "Northwest" na parte dianteira da fuselagem) no momento do acidente.
Capitão Maus era um piloto experimentado que levava na linha aérea há 31 anos. Outros pilotos que voaram com Maus descreveram-no como um "piloto competente e capaz" que tinha uma reputação de operar "segundo as regras".
O primeiro oficial Dodds tinha 8 044 horas de voo, e levava mais de 8 anos na companhia. A maioria dos capitães da linha aérea com os que voara durante o seu período de prova qualificaram-no dentro ou acima da média. Outros pilotos que voaram com Dodds descreveram o seu rendimento em termos favoráveis.

## Acidente
O voo 255 fez sua carreira de descolagem na pista 3C de Detroit, aproximadamente às 20h45 EDT com o capitão Maus nos controles. O avião descolou da pista a 170 nós (195 mph, 315 km/h), e cedo começou a girar de lado a lado à altura de pouco menos de 50 pés (15 m) acima do solo. O MD-82 inclinou-se 40 graus à esquerda quando chocou com um mastro de luz cerca do final da pista, a ruptura a 18 pés (5,5 m) de sua asa esquerda incendiou o combustível alojado na asa. A seguir, girou 90 graus à direita, e a asa direita atravessou o teto de um edifício de aluguel de carros Avis. O avião, já sem controle, estolou investido na estrada Middlebelt e golpeou veículos justo ao norte da interseção de Wick Road. O avião rompeu-se, a fuselagem deslizou-se pela estrada, e depois se desintegrou e estourou em lumes ao chocar contra uma ponte de caminho-de-ferro e a ponte da estrada Interstate 94 na direção leste.

## Vítimas
A única sobrevivente foi a menina de quatro anos Cecelia Cichan de Tempe, Arizona. Sua mãe, Paula Cichan, morreu no acidente, junto com seu pai, Michael, e seu irmão de 6 anos, David . Após o acidente, Cecelia viveu com familiares em Birmingham, Alabama, quem protegeram-na da atenção pública. Em 2006 Cecelia se graduou em Psicologia pela Universidade de Alabama de Tuscaloosa, Alabama.
Um dos passageiros falecidos foi Nick Vanos, pívô da equipe de basquete Phoenix Suns. Também morreram dois motoristas que circulavam pela Middlebelt Road. Outras cinco pessoas resultaram feridas em terra, uma delas de gravidade. As vítimas mortais foram transladadas a um hangar do aeroporto, que funcionou como um depósito de cadáveres provisório.
Mais de trinta passageiros do voo 255 a bordo eram menores de 25. O mais jovem tinha 4 meses de idade, Katelyn Best, de Mesa, Arizona. Dois de 12 anos de idade que voavam sozinhos também morreram no acidente. Arlene Nelson era de Detroit e Justin Keener de Scottsdale, Arizona.
Das 154 pessoas no voo 255, 110 eram de Arizona. A maioria eram residentes de Phoenix e seus arredores. 18 pessoas no avião eram residentes de Michigan.

## Consequências
O NTSB determinou que a causa provável do acidente foi uma falha da tripulação, ao não comprovar que os flaps e os slats não estavam ajustados para a decolagem. Contribuiu ao acidente a falta de energia elétrica do sistema de aviso de descolagem do avião, que não alertou à tripulação de que o avião não se encontrava configurado corretamente para a decolagem. A causa da falta de energia elétrica não pôde ser determinada.
As gravações da caixa negra proporcionaram a prova com respeito à omissão, por parte da tripulação, da lista de verificação prévia à descolagem. Usando as gravações os pesquisadores determinaram que nunca soou o sistema de alerta de configuração inadequada para a decolagem (TOWS). No entanto, depois da partida soou o alerta anunciando a condição de perda aerodinâmica (stall warning).
Existia uma falha elétrica devido a um disjuntor que tinha saltado, mas as provas depois do acidente não puseram de manifesto um mau funcionamento deste disjuntor.

## Memorial
Em memória das vítimas, um monumento de granito negro, que foi erigida em 1994 - sete anos após o evento - se situa na cume da colina, rodeado de abetos azuis em Middlebelt Road e a Interestatal 94, o lugar do acidente. O monumento tem uma pomba com uma fita no bico que diz "Seu espírito segue vivo ..." e por embaixo dele estão os nomes dos que pereceram no acidente. Um monumento às vítimas do acidente, muitos dos quais eram da zona de Phoenix, se encontra junto a Phoenix City Hall no centro de Phoenix. O 16 de agosto de 2007, no vigésimo aniversário da queda, levou-se a cabo um serviço comemorativo no lugar do acidente de Detroit. Para algumas das pessoas afetadas pelo acidente, que foi a primeira vez que tinham regressado ao lugar desde o acidente. Após a queda em 1987, a Northwest seguiu o procedimento regular e já não usa 255 como número de voo. A companhia aérea foi adquirida pela Delta no começo de 2010, o último voo sem escalas desde Detroit a Phoenix corresponde com o voo 261. A partir de 2013 não há um voo Delta 255. No 16 de agosto de 2012, o 25º aniversário da queda, levou-se a cabo um serviço comemorativo no lugar do acidente. Familiares e amigos das vítimas e muitas pessoas de toda a área metropolitana de Detroit, incluindo os meios de comunicação locais assistiram e um sacerdote local leu a cada nome em voz alta. Muitos assistiram após que meios locais revelaram imagens recentes de Cecelia Cichan, a única sobrevivente do acidente, que ninguém, a excepção de uns poucos, conheciam o paradeiro ou como estava após a tragédia.

## Dramatização
Um episódio da série Mayday titulado Cockpit Chaos (Sem Sinal no Brasil) pesquisa este acidente. O episódio mostra os acontecimentos do acidente, bem como a investigação, e inclui entrevistas com os trabalhadores de resgate do voo 255, os pesquisadores e pilotos de MD-80. Cecelia Cichan aparece num documentário de 2013 chamado Survivor Sole que conta a história de quatro sobreviventes de acidentes aéreos. Cecelia não falou publicamente sobre o acidente até o ano de 2013 quando se estreou o documentário. Ela tem uma tatuagem de um avião em sua munheca em memória e diz que não tem medo de voar.